# Senarpont
Senarpont is een gemeente in het Franse departement Somme (regio Hauts-de-France) en telt 723 inwoners (2004). De plaats maakt deel uit van het arrondissement Amiens.
In Senarpont is een eeuwenoud gebruik om ziektes door middel van stoffen af te binden aan bomen (zie koortsboom).

## Geografie
De oppervlakte van Senarpont bedraagt 7,0 km², de bevolkingsdichtheid is 103,3 inwoners per km².
De onderstaande kaart toont de ligging van Senarpont met de belangrijkste infrastructuur en aangrenzende gemeenten.

## Demografie
Onderstaande figuur toont het verloop van het inwonertal (bron: INSEE-tellingen).